# K. Berry Peterson
K. Berry Peterson (* 24. Juli 1891 in Alamo, Indiana; † 1952 in Tucson, Arizona) war ein US-amerikanischer Soldat, Jurist und Politiker (Demokratische Partei).

## Werdegang
K. Berry Peterson, Sohn von Hannah N. Duckworth (* 1868) und Dr. Charles Arthur Peterson (1867–1928), wurde 1891 im Montgomery County geboren. Über seine Jugendjahre ist nichts bekannt. In der Folgezeit studierte er Jura und praktizierte dann als Anwalt. Während des Ersten Weltkrieges diente er in der US-Army. Peterson zog vor 1922 nach Arizona und ließ sich dort in Tucson (Pima County) nieder. Von 1922 bis 1927 praktizierte er als Pima County Attorney. Er war dann von 1929 bis 1933 als Attorney General von Arizona tätig. 1932 kandidierte er erfolglos für die demokratische Nominierung für den US-Senatssitz Klasse III. gegen den demokratischen Amtsinhaber Carl Hayden und erfolglos für die demokratische Nominierung für den Posten des Gouverneurs von Arizona gegen den demokratischen Herausforderer Benjamin Baker Moeur. Hayden und Moeur gewannen beide die folgenden Wahlen.
Er war Presbyterianer und Mitglied der Amerikanischen Legion, der Disabled American Veterans, der Sigma Alpha Epsilon, der Phi Alpha Delta, der Odd Fellows und der Elks.